# باول غريغوري (منتج أفلام)
باول غريغوري (بالإنجليزية: Paul Gregory)‏ هو منتج أفلام أمريكي، ولد في 27 أغسطس 1920 في واوكي في الولايات المتحدة، وتوفي في 25 ديسمبر 2015 في ديسيرت هوت سبرينغس في الولايات المتحدة.

## وصلات خارجية
- باول غريغوري على موقع IMDb (الإنجليزية)
- باول غريغوري على موقع قاعدة بيانات الفيلم (الإنجليزية)